# Jesper Grønkjær
Jesper Grønkjær, né le 12 août 1977 à Nuuk au Groenland, est un footballeur international danois évoluant au poste d'ailier gauche ou de milieu offensif.
Grønkjær est surtout connu pour avoir joué pour l'Ajax Amsterdam et le Chelsea FC. Il est également un joueur majeur de l'équipe nationale du Danemark de 1999 à 2010. 
Malgré sa grande taille (1,87 m), il évoluait en tant qu'ailier ou milieu gauche, sa rapidité surprenante et sa technique le rendant difficilement saisissable.

## Biographie

### En club
Né à Nuuk au Groenland, Jesper Grønkjær commence sa carrière professionnelle à l'Aalborg BK. Avec ce club il découvre la Ligue des champions, jouant ses premiers matchs lors de la double confrontation face au Dynamo Kiev le 9 août 1995 (défaite 1-0 d'Aalborg à l'aller) et le 23 août suivant (défaite 1-3 d'Aalborg au retour).
Lors de l'été 1998, Jesper Grønkjær rejoint l'Ajax Amsterdam. Il remporte la Coupe des Pays-Bas dès sa première saison, jouant la finale le 13 mai 1999 face au Fortuna Sittard. Titulaire, il est le héros de ce match puisqu'il inscrit les deux buts de son équipe qui permettent à l'Ajax de gagner cette rencontre (2-0) et de remporter le trophée. Lors de la saison suivante, en 1999-2000, il est nommé joueur de l'année par les supporters du club.
Le 11 mai 2003, Grønkjær est connu pour avoir inscrit l'un des buts les plus importants de sa carrière (et de son club anglais de Chelsea). En effet, lors de la dernière journée de Premier League 2002-03 contre Liverpool, il inscrit le but de la victoire (2-1), ce qui fait finir le club à la 4e place et le qualifie in-extremis pour la Ligue des champions (une défaite aurait mis le club en faillite et Roman Abramovitch ne l’aurait jamais acquis sans une place en C1),.
Le 12 juillet 2004, Jesper Grønkjær signe en faveur de Birmingham City pour un contrat de deux ans, avec une année supplémentaire en option. Le transfert est quant à lui estimé à 2,2 millions de livres sterling. 
En juillet 2005 il rejoint le VfB Stuttgart. 
Lors de l'été 2006 Jesper Grønkjær fait son retour au Danemark en s'engageant en faveur du FC Copenhague. Le transfert est annoncé le 23 juin 2006 et il signe un contrat de quatre ans, soit jusqu'en juin 2010.
Le 31 mars 2007, Grønkjær se fait remarquer lors d'une rencontre de championnat face à l'AC Horsens en réalisant son premier doublé. Ses deux buts contribuent à la victoire de son équipe par trois buts à un.

### En sélection
Jesper Grønkjær honore sa première sélection avec l'équipe nationale du Danemark le 27 mars 1999, contre l'Italie. Il est directement titularisé par le sélectionneur Bo Johansson lors de cette rencontre perdue par son équipe sur le score de deux buts à un, et est remplacé à la 55e minute de jeu par Miklos Molnar.
Grønkjær participe à son premier grand tournoi international lors de l'Euro 2000. Il est titularisé au poste d'ailier gauche durant cette compétition, jouant la totalité des trois matchs de son équipe, qui est battue sur ses trois matchs de phase de groupe et donc éliminée dès ce stade de la compétition. Il fait toutefois bonne impression lors de cet Euro 2000, étant le joueur danois le plus dangereux et celui qui a tenté le plus de dribles avec une moyenne de douze par match, plus que tout autre joueur de la compétition. 
Deux ans plus tard, il est sélectionné par Morten Olsen pour participer à la Coupe du monde 2002 au Japon et en Corée du Sud. Le Danemark sortira en huitièmes de finales en s'inclinant contre l'Angleterre de Michael Owen sur le score de 3-0. Il enchaîna lors de l'Euro 2004 où les Vikings s'arrêteront en quarts-de-finale, défaits par la Tchéquie 3-0. Durant la compétition il marquera un but lors de la victoire 2-0 face à la Bulgarie. 
Jesper Grønkjaer jouera sa dernière compétition avec le Danemark lors de la Coupe du monde 2010 en Afrique du Sud. Les danois sortiront dès la phase de poules.

## Palmarès et statistiques

### En club
Ajax Amsterdam
- Vainqueur de la Coupe des Pays-Bas (1) : 1999

 Chelsea FC
- Finaliste de la Coupe d'Angleterre 2002

 FC Copenhague
- Champion du Danemark (4) : 2007, 2009, 2010, 2011
- Vainqueur de la Coupe du Danemark (1) : 2009